# Мота де' Конти
Мо̀та де' Ко̀нти (на италиански: Motta de' Conti; на пиемонтски: la Mota, ла Мота) е село и община в Северна Италия, провинция Верчели, регион Пиемонт. Разположено е на 107 m надморска височина. Населението на общината е 796 души (към 2014 г.).